# Man Down
Man Down è un brano musicale della cantante barbadiana Rihanna, estratto come quinto singolo internazionale dal suo quinto album di inediti Loud. Il brano, scritto da Shama Joseph, Timothy e Theron Thomas e Shontelle Layne e prodotto dal primo, è stato inviato alle stazioni radiofoniche statunitensi il 3 maggio 2011.

## Pubblicazione
Nei primi giorni del mese di marzo 2011, Rihanna coinvolse i propri fan nella scelta del seguente singolo, scegliendolo tra Cheers (Drink to That), Man Down, California King Bed e Fading. La scelta ricadde su California King Bed, ma Rihanna decise in seguito di lanciare due singoli negli Stati Uniti, California King Bed, sul mercato internazionale, e Man Down.
Rihanna ha spiegato il senso di Man Down nel mese di novembre 2010 in un'intervista concessa ad MTV News.
Il brano è entrato in rotazione in Italia dal 5 agosto 2011.

## Accoglienza
Il brano ha riscontrato recensioni positive da parte della critica che ha apprezzato il ritorno della cantante al suo stile più reggae caraibico.
Jon Pareles dal New York Times ha scritto che Rihanna gioca con il suo accento indiano occidentale nell'electro-reggae di Man Down in cui fucila il suo amante in un momento di collera. August Brown del Los Angeles Times ha scritto: "Man Down ripresenta la sua cadenza caraibica con una ballata su un omicidio spavaldo che nessuno può aiutare ma che ognuno può interpretare come un colpo d'avvertimento attraverso la radio a Deuces di Chris Brown". Chris Richards del Washington Post ha scritto che Man Down è leggermente assassino e contiene una particolare, allettante fantasia su un omicidio. Emily Mackay di NME scrisse che gli esperimenti dell'album divenissero più organici, il suo timbro più misurato con l'inno sfumato di reggae per gioventù bruciata di Man Down. James Skinner di BBC Online notò che Man Down avesse un ritmo caraibico, in cui Rihanna ritrasmette uno sbandamento come metafora di un omicidio di spessore barbadiano. Sal Cinquemani di Slant Magazine definì il brano il pezzo forte dell'album, un motivo a pieno titolo reggae che parla di una donna che spara al suo uomo. Ha esaltato il brano dicendo che Rihanna è sorprendentemente agile in questo genere ed è una delle più belle, sicure di sé interpretazioni vocali di sempre.

## Video musicale
Il video, diretto da Anthony Mandler, è stato girato nei primi giorni di maggio a Port Antonio, in Giamaica. Il 2 maggio sono state pubblicate su Twitter tre foto tratte dal set del video: la prima vede Rihanna camminare sulla sabbia in abito bianco, la seconda ritrae la cantante su una bicicletta e la terza è la foto di una parrocchia. In un'intervista con MTV News concessa il 16 maggio 2011, Mandler ne ha raccontato il soggetto.
È stato presentato il 31 maggio 2011 in 106 & Park.
Man Down si tinge sin dal primo momento di dramma, quando, nella scena d'apertura, Rihanna, in piedi dall'alto di una balconata prospiciente a una stazione ferroviaria sovraffollata, fredda il suo uomo con un colpo di pistola. I presenti fuggono inorriditi e Rihanna si dilegua dal luogo dell'assassinio. Per spiegare il movente della tragedia, il video fa un salto indietro nel tempo, al giorno prima, in cui Rihanna è vista passeggiare con una bicicletta per le strade del quartiere rurale di Haiti e salutare amichevolmente i paesani. Passeggiando, raggiunge la spiaggia e si sdraia sulla sabbia cantando rivolta al mare, mentre alcuni bambini giocano a pallone vicino a lei. La Rihanna macchiata d'omicidio racconta invece la sua storia seduta su un letto inondata dalla luce estiva, rosa dai sensi di colpa. L'uccisione s'avvicina nel momento in cui Rihanna entra in un nightclub e flirta con un uomo che diviene un po' molesto. Lei lo respinge e lascia il locale, ma l'uomo la segue e la stupra. Rihanna scoppia a piangere gettandosi su un marciapiede, poi scappa a casa dove estrae una pistola da un cassetto e con essa medita vendetta.
Il Parents Television Council (PTC), un'associazione no-profit che sostiene un intrattenimento responsabile, ha criticato Rihanna per "un freddo, premeditato omicidio" nel video. Il consiglio non approvò la scelta di uccidere uno stupratore come forma appropriata di giustizia. Essi hanno ribattuto ancora che "se Chris Brown avesse sparato a una donna nel suo nuovo video, e BET l'avesse presentato, il mondo si sarebbe opposto." PTC polemizzò infine la scelta di BET di trasmettere il video.
Rihanna ha risposto alle critiche: "È una questione molto seria con cui la gente ha paura di rapportarsi. Io in passato sono stata oggetto di un atto di violenza e non vado certo in giro ad ammazzare la gente durante il mio tempo libero. Se posso essere la voce di molte persone che non possono farsi sentire, allora ottengo una doppia vittoria", ha aggiunto.
È uno dei video che ha ottenuto la certificazione Vevo.

## Successo commerciale
Il brano è stato bene accolto dal pubblico europeo, la canzoni infatti è entrata nella top 10 di molti paesi, raggiungendo inoltre il primo posto in Francia per cinque settimane con rispettivamente 12.051, 11.812, 10.938, 8.467 e 8.746 copie vendute ciascuna settimana.

## Classifiche
| Classifica (2011)   | Posizione massima |
| ------------------- | ----------------- |
| Belgio (Fiandre)    | 3                 |
| Belgio (Vallonia)   | 2                 |
| Canada              | 63                |
| Francia             | 1                 |
| Italia              | 8                 |
| Norvegia            | 17                |
| Paesi Bassi         | 4                 |
| Regno Unito         | 54                |
| Repubblica Ceca     | 19                |
| Slovacchia          | 37                |
| Stati Uniti         | 59                |
| Stati Uniti (R&B)   | 9                 |
| Svezia              | 31                |
| Svizzera            | 9                 |
| Svizzera (Romandie) | 1                 |
| Ungheria            | 11                |

### Classifiche di fine anno
| Classifica (2011) | Posizione |
| ----------------- | --------- |
| Belgio (Fiandre)  | 26        |
| Belgio (Vallonia) | 33        |
| Francia           | 9         |
| Paesi Bassi       | 24        |
| Romania           | 27        |
| Svezia            | 73        |
| Svizzera          | 50        |
| Ungheria          | 73        |
| Classifica (2012) | Posizione |
| Francia           | 175       |